# 덤아틀라스
덤아틀라스(영어: DermAtlas)는 존스홉킨스 대학의 버나드 코헨(Bernard A. Cohen, MD)과 크리스토프 레만(Christoph U. Lehmann, MD)이 2000년에 개설한 오픈 액세스 웹 사이트이며 피부과에 대한 내용을 다룬다.